# Лоу, Натан
Натан Лоу, или иной вариант имени, Натан Ло (иер. трад. 羅冠聰, англ. Nathan Law Kwun-chung; 1993), — студенческий лидер, политический активист из Гонконга, один из лидеров студенческой сидячей забастовки с требованием предоставить гражданам Гонконга всеобщее избирательное право во время мирных протестов 2014 года, более известных как «Революция зонтиков». Был в течение короткого времени членом Законодательного совета Гонконга.
Натан Лоу, вместе с Джошуа Вонгом и Агнес Чоу, создали в 2016 левоцентристскую партию «Демосисто».
Провёл несколько месяцев за решёткой в 2017 за свои действия времён «Революции зонтиков».

## Биография

### Детство
Натан Лоу родился в 1993 в китайском городе Шэньчжэнь в семье, как он сам называет, «синих воротничков» (blue collar — английский термин, означающий, что человек зарабатывает на жизнь физическим трудом, например, работает на заводе рабочим или инженером). Его мать вместе с Натаном эмигрировали из Китая в Гонконг в 1999, чтобы воссоединиться со своим мужем, Натановым отцом.
В Гонконге, он был отдан родителями учиться в школу, в которой учителя симпатизировали Китаю: Натан Лоу вспоминает, как однажды, октябрьским утром 2010-го, директор школы на школьной линейке оглашал критику в отношении китайского диссидента Лю Сяобо, который просто в то время стал победителем Нобелевской премии мира «за долгую и мирную борьбу по защите прав человека в Китае». В школе были также уроки о честном и демократическом политическом устройстве в Китае.

### Студенческий союз
Натан Лоу, обучаясь в университете Линнань, возглавил в марте 2015 года Федерацию студентов Гонконга, — крупнейший профсоюз студентов в Гонконге, созданный в 1958. В 2014, был настоящим президентом студенческого союза университета Линнань (англ. Lingnan University, — университет Линнань, гуманитарный университет, расположенный в Гонконге).

### «Сколаризм»
Натан Лоу вместе с Джошуа Вонгом были лидерами студенческой группы «Сколаризм», из которой позднее выросла партия «Демосисто».
«Сколаризм» был ими создан в 2011, одной из его примечательных акций была мирная забастовка школьников и студентов Гонконга в 2011, в которой приняли участие 120 тыс. учащихся, в результате чего школьники добились отмены введения нового предмета в школах Гонконга по воспитанию патриотизма, разработанного коммунистическим правительством Китая. Школьники называли этот новый предмет «промывкой мозгов».

### Революция зонтиков
26 сентября 2014, Натан Лоу, вместе с группой других студентов, — среди которых также были такие известные студенческие лидеры, как Джошуа Вонг, Алекс Чоу, — перелезли через забор на огражденную Гражданскую площадь, расположенную внутри комплекса зданий правительства Гонконга. Этот штурм был актом гражданского протеста. Активисты были арестованы полицией, вследствие чего последовали обвинения в сторону полиции в злоупотреблении силовыми полномочиями. Вскоре большое количество жителей Гонконга решили также присоединиться к мирному протесту, увидев кадры полицейской операции по их задержанию.
Начиная с 30 сентября 2014, движение в деловом центре Гонконга было парализовано десятками тысяч жителей Гонконга, которые вышли на мирную демонстрацию, так называемую «Революцию зонтиков». Такое название появилось вследствие обилия зонтиков среди демонстрантов, которыми они защищались от зноя, но затем против протестующих применили слезоточивый газ; когда в средствах массовой информации появились кадры тысяч людей с зонтиками в облаках слезоточивого дыма, то изображение зонтика стало символом протеста в Гонконге, также — жёлтая лента (одной из популярных среди протестующих песен была «Повяжи жёлтую ленту на старом дубе» американского поп-ансамбля «Тони Орландо Энд Доун» (англ. Tie a Yellow Ribbon Round the Ole Oak Tree, Tony Orlando and Dawn). Также в социальных сетях Гонконга эти события окрестили «Движение зонтиков» (англ. Umbrella Movement) и «Захвати Гонконг» (англ. Occupy Hong Kong).
Тысячи граждан Гонконга, вышедшие осенью 2014 на центральные улицы города, требовали свободных выборов — хотя это требование высказывалось часто и до этого в Гонконге, но жители стали требовать свободных выборов ещё более активно после того, как Китай объявил, что китайское правительство будет предварительно проверять претендентов, прежде чем они смогут быть зарегистрированы для участия в выборной гонке 2017 года на пост главы Гонконга. Протестующие увидели в этом новом правиле угрозу статусу Гонконга «Одна страна — две системы», который был одним из условий соглашения между британской и китайской сторонами при возврате Гонконга под контроль Китая в 1997 году.
Демонстранты говорили, что Пекин не выполнил одно из своих обещаний — даровать им свободные выборы главы Гонконга, намеченные пройти в 2017, и требовали предоставления «истинного всеобщего избирательного права». Они обещали продолжать протест до тех пор, пока Китай не отменит выборные правила. Ещё одним требованием было — отставка Лян Чжэньина, действующего главы Гонконга.
«Революция зонтиков» продлилась 79 дней.

### «Демосисто» и выборы 2016 года в Законодательный совет — «ЛегКо»
Через год с лишним после «Революция зонтиков», 10 апреля 2016, студенческие активисты — одним из которых был Натан Лоу, другие: Джошуа Вонг, Агнес Чоу, Оскар Лай, — объявили о создании партии «Демосисто», — с целью борьбы за демократическую свободу в Гонконге, где граждане Гонконга могли бы сами решать, кто будет управлять их регионом, поскольку 
полное настоящее название Гонконга: «Гонконг, специальный административный регион Китайской народной республики», — это полу-автономноя часть Китая, — Гонконг был возвращён под Китайское управление Британией 1 июля 1997, но партия «Демосисто» выдвинула идею «самоопределения» (англ. self-determination), подразумевая под этим словом в основном самоопределение граждан Гонконга относительно полной независимости Гонконга от Китая, а также развитие самостоятельных политических институтов, самостоятельной свободной экономики. Оригинальное название партии «Демосисто» было образовано из греческих и латинских слов, и общий смысл названия — борьба и решительность граждан Гонконга в отстаивании справедливости.
Натан Лоу участвовал и одержал победу в выборах 5 сентября 2016 года в Законодательный совет Гонконга. Законодательный совет Гонконга, — который в народе называют кратко «ЛегКо», сокращая английское название (Законодательный совет — Legislative Council — «LegCo»), — состоит из 70 законодателей, одна половина которых выбирается на народных выборах, в то время как другая половина отбирается представителями различных сфер экономики Гонконга. Победив на выборах первой, избираемой народом, Натан Лоу, которому было тогда 23 года, стал самым юным законодателем совета за всю историю Гонконга. Пекинские власти негативно отреагировали на победу Натана Лоу и его единомышленников, выступающих за отделение Гонконга от Китая, выразив своё решительное неприятие любых политических движений за независимость в «ЛегКо». Натан Лоу недолго праздновал победу: во время церемонии клятвы законодателей в «ЛегКо» 12 октября 2016, перед началом первого заседания, Натан Лоу заявил, что данная форма клятвы превратилась в авторитарный инструмент подавления народной воли, и затем, процитировав Мохатму Ганди («вы можете заковать меня в оковы, пытать, и даже разрушить мою плоть, но не можете поместить в темницу мою волю»), заявил, что он отказывается присягать стране, которая убивает людей, то есть Китаю, и он, вместе с партией «Демосисто», выступает за самоопределение Гонконга. В результате, Натан Лоу, а также вместе с ним трое других коллег-законодателей, были обвинены в нарушении церемонии клятвы законодателя и дисквалифицированы из состава «ЛегКо» 14 июля 2017 года. Партия «Демосисто» высказала своё мнение, что данная дисквалификация законодателей была вмешательством Пекина в работу «ЛегКо» и разрушением законодательного органа в Гонконге.
Оказавшись в 2017-м на короткое время в тюрьме по обвинениям, связанным с его действиями времён «Революции зонтиков» 2014-го, Натан Лоу, в феврале 2018, освободился из заключения.
Постоянный член комитета «Демосисто», Агнес Чоу, предполагала участвовать в дополнительных выборах в «ЛегКо», намеченных на март 2018, — на место в совете от избирательного округа «Островной Гонконг», которое оказалось свободным в результате дисквалифицированного Натана Лоу, но правительство Гонконга, в январе 2018, запретило её кандидатуру, приняв решение о запрете членов партии «Демосисто» в дальнейшем участвовать в выборах, так как партийный манифест о борьбе за самоопределение Гонконга противоречит «Основному закону», — Гонконгской мини-конституции.
Неожиданно, 16 мая 2018 года, Натан Лоу заявил о желании оставить пост председателя «Демосисто» (где Джошуа Вонг оставался на другом лидерском посту — «генерального секретаря»), как он объяснил, чтобы отдохнуть от «вихря политических бурь» и подумать о своём будущем.
Сразу следом за этим, в том же месяце мае 2018-го, партия «Демосисто», членам которой было запрещено участвовать в выборах, сменила свой статус политической партии на общественную группу, решив сосредоточить свои силы на общественной активности, а также, в данной ситуации запрета на участие в выборах, чтобы бороться за справедливое независимое законодательство в Гонконге с помощью организации демонстраций и референдумов.

### Тюремное заключение
Трио «Революции зонтиков», как в прессе окрестили Джошуа Вонга, Натана Лоу и Алекса Чоу, поначалу было наказано за свои действия времён «Революции зонтиков» нестрого — общественными работами, лишь Алекс Чоу был приговорен к условным 3 неделям тюрьмы. Но позже, в августе 2017, все получили более строгие приговоры от 6 до 8 месяцев тюрьмы — за штурм правительственного комплекса на территории «Тамар» во время протеста 2014 года, — штурм, который оказался той искрой, из которой разгорелась 79-ти дневная «Революция зонтиков». (Территория «Тамар» — так называется место в деловом районе Гонконга, где расположен общественный зелёный парк отдыха «Тамар», рядом со зданиями Центрального правительства и Законодательного совета Гонконга.)
Проведя несколько месяцев в тюрьме, трио вначале было освобождено под залог, затем они были полностью освобождены по этому делу в феврале 2018, когда другой вышестоящий суд полностью отменил предыдущий приговор о тюремном наказании.

### Протесты против поправки в закон об экстрадиции в 2019. Слушания в Вашингтоне
Бюро безопасности Гонконга предложило «ЛегКо» принять поправку в закон Гонконга об экстрадиции в феврале 2019, которая бы включила Китай, Макао и Тайвань в список 20 стран, с которыми уже были договорённости об экстрадиции подозреваемых в преступлении. Эта возможная поправка вызвала озабоченность среди юристов, журналистов и политиков, адвокаты Гонконга подали просьбу в правительство отозвать документ. Учебные заведения, церковные общины и адвокаты присоединились к правозащитному движению против поправки. Далее последовали бурные обсуждения в «ЛегКо», на которых произошли потасовки, а правительство затребовало принять документ без проволочек, отменив законодательные процедуры, которые могли бы помешать принятию, что вызвало новый поток критики. Министры иностраных дел США, Германии и Британии выразили обеспокоенность на предмет соблюдения прав человека в Гонконге в случае принятия новой поправки, а также 11 представителей Евросоюза, которые встретились с главой правительства Гонконга Кэрри Лам, высказали обеспокоенность относительно этого вопроса.
В марте 2019 начались массовые протесты на улицах Гонконга против поправки.
Натан Лоу вместе с другими активистами из Гонконга были приглашены на слушания этого вопроса в Комиссии конгресса США по вопросам Китая, проходившие 15 мая 2019 в Вашингтоне. В слушаниях принял участие также один из председателей комиссии, сенатор Марко Рубио, сообщивший о подготовке документа для акта по Гонконгу, который может как-либо наказывать представителей властей Гонконга, виновных в ухудшении институтов прав человека.
Массовые протесты в Гонконге в последующие дни участились, 9 июня 2019 около миллиона граждан Гонконга вышли на центральные улицы, а 16 июня — до двух миллионов. Полиция применила слезоточивый газ для разгона протестующих 12 июня, когда противостояние между полицией и демонстрантами было особенно ожесточённым. 1 июля 2019, когда отмечался праздничный день возврата Гонконга Китаю, часть демонстрантов разрушила входные двери «ЛегКо», протестующие вошли внутрь законодательного собрания, разрисовали стены «ЛегКо» лозунгами, и хотя полиция сначала не вмешивалась, но позднее опять применила слезоточивый газ.
Глава правительства Гонконга, Кэрри Лам, 15 июня сообщила об отзыве законопроекта из «ЛегКо» на неопределённый срок, но протестующие потребовали полного отказа от работы над этой поправкой. К требованию отправления законопроекта в корзину, также прибавился призыв к борьбе за демократические права, который ранее был лозунгом «революции зонтиков» в 2014.
Демонстранты также потребовали отставки главы правительства Гонконга, Кэрри Лам.
Натан Лоу, позднее, находясь в Гонконге, рассказал в одном из интервью 22 июля 2019, что его поразила жестокость, с которой полиция разгоняла эти демонстрации, применяя слезоточивый газ и резиновые пули. Также он предположил, что люди, напавшие на участников протеста на остановке метро «Юньлон» в воскресенье 21 июля 2019, которые били участников протеста деревянными и стальными палками, это были бандиты из «триад», хотя сам Натан Лоу там не присутствовал, он был в то время на протестном марше. Полиция Гонконга сообщила, что в нападении на станции метро «Юньлон» участвовало более ста человек, среди которых были члены печально известных банд «14К» (англ. 14K) и «Ву Шин Ву» (англ. Wo Shing Wo), — эти банды в Гонконге называют «бандитские триады» (англ. triad gangs). Натан Лоу также сказал, что он думает, что бандиты из «триад» управляются их боссами из Пекина, и этот феномен, когда власть Гонконга вступает в сговор с бандитами, был замечен ещё в время «революции зонтиков» 2014-го, но никаких доказательств сговора между правительством Гонконга и «триадами» у него нет, сказал Натан Лоу журналистам.

### Дальнейшая учёба
Натан Лоу сообщил, что собирается осенью 2019 поступать в Йельский университет, где Совет восточно-азиатских исследований при Йельском университете обещает ему полную оплату обучения.

## Международное признание
9 декабря 2021 года Натан Лоу выступил на международной онлайн-конференции по вопросам развития демократии.